# Городской совет муниципального образования «Городской округ город Магас»
Городской Совет муниципального образования «Городской округ город Магас"  - представительный орган местного самоуправления города Магас, столица Ингушетии. Состоит из 15 депутатов, избираемых на 5 лет.

## Полномочия
Город Магас — один из самых молодых российских административных центров, основанный в 1994 году, с компактным населением. Совет действует на основе местных нормативных актов, принимаемых в соответствии с федеральным законодательством.
Основные полномочия городского Совета Магаса включают:
- Рассмотрение, составление и утверждение бюджета городского округа, контроль за его исполнением, утверждение отчетов об исполнении бюджета.
- Установление, изменение и отмена местных налогов и сборов.
- Владение, пользование и распоряжение муниципальным имуществом.
- Организация электро-, тепло-, газо- и водоснабжения населения в пределах полномочий.
- Осуществление дорожной деятельности в отношении дорог местного значения, обеспечение безопасности дорожного движения, муниципальный контроль за состоянием автомобильных дорог.
- Организация публичных слушаний, взаимодействие с населением по вопросам местного самоуправления.

## Формирование и выборы
Основная фракция в совете формирует партия «Единая Россия», 12 из 15 депутатов. Председателем Городского Совета города Магас является Хаваж-Багаудин Зяудинович Дарсигов. Он был избран на эту должность 9 октября 2023 года.Ближайшие выборы V созыва городского совета в городе Магас пройдут в единый день голосования 14 сентября 2025 года.